# Équipe du Mexique de football à la Coupe du monde 2006
Cet article relate le parcours de l'équipe du Mexique lors de la Coupe du monde de football 2006 organisée en Allemagne du 9 juin au 9 juillet 2006. Elle a affronté l'Iran, le 11 juin, l'Angola, le 16 juin et le Portugal, le 21 juin.

## Maillot
Le maillot de l'équipe du Mexique esr fourni par l'équipementier Nike.
| Couleurs | Vert, blanc et rouge |
| Marque   | Nike                 |
| Domicile | Extérieur            |

## Effectif
Le 14 mai 2006, le sélectionneur mexicain, Ricardo La Volpe, a annoncé une liste composée de vingt-trois joueurs pour le mondial.
| Numéro / Nom | Numéro / Nom        | Club                  | Date de naissance | J.              | Buts            |                 |                 |                 |
| Gardiens de but | Gardiens de but     | Gardiens de but       | Gardiens de but   | Gardiens de but | Gardiens de but | Gardiens de but | Gardiens de but | Gardiens de but |
| --- | ------------------- | --------------------- | ----------------- | --------------- | --------------- | --------------- | --------------- | --------------- |
| 1 | Oswaldo Sanchez     | Chivas de Guadalajara | 21.09.1973        | 4               | 0               | 0               | 0               | 0               |
| 12 | José Corona         | UAG Tecos             | 26.01.1981        | 0               | 0               | 0               | 0               | 0               |
| 13 | Guillermo Ochoa     | Club América          | 13.07.1985        | 0               | 0               | 0               | 0               | 0               |
| Défenseurs |                     |                       |                   |                 |                 |                 |                 |                 |
| 2 | Claudio Suárez      | C.D. Chivas USA       | 17.12.1968        | 0               | 0               | 0               | 0               | 0               |
| 3 | Carlos Salcido      | Chivas de Guadalajara | 02.04.1980        | 4               | 0               | 1               | 0               | 0               |
| 4 | Rafael Márquez      | FC Barcelone          | 13.12.1979        | 4               | 1               | 2               | 0               | 0               |
| 5 | Ricardo Osorio      | CD Cruz Azul          | 30.03.1980        | 4               | 0               | 0               | 0               | 0               |
| 14 | Gonzalo Pineda      | Chivas de Guadalajara | 19.10.1982        | 4               | 0               | 1               | 0               | 0               |
| 15 | José Antonio Castro | Club América          | 11.08.1980        | 2               | 0               | 1               | 0               | 0               |
| 16 | Mario Méndez        | CF Monterrey          | 01.06.1979        | 4               | 0               | 0               | 0               | 0               |
| 18 | Andrés Guardado     | CF Atlas              | 28.09.1986        | 1               | 0               | 0               | 0               | 0               |
| 22 | Francisco Rodríguez | Chivas de Guadalajara | 20.10.1981        | 1               | 0               | 0               | 0               | 0               |
| Milieux de terrain |                     |                       |                   |                 |                 |                 |                 |                 |
| 6 | Gerardo Torrado     | CD Cruz Azul          | 30.04.1979        | 3               | 0               | 1               | 0               | 0               |
| 7 | Zinha               | Club Toluca           | 23.05.1976        | 4               | 1               | 1               | 0               | 0               |
| 8 | Pável Pardo         | Club América          | 26.07.1976        | 4               | 0               | 0               | 0               | 0               |
| 20 | Rafael Garcia       | CF Atlas              | 14.08.1974        | 0               | 0               | 0               | 0               | 0               |
| 23 | Luis Pérez          | CF Monterrey          | 12.01.1981        | 2               | 0               | 1               | 1               | 0               |
| Attaquants |                     |                       |                   |                 |                 |                 |                 |                 |
| 9 | Jared Borgetti      | Bolton Wanderers      | 14.08.1973        | 2               | 0               | 0               | 0               | 0               |
| 10 | Guillermo Franco    | Villarreal CF         | 03.11.1976        | 3               | 0               | 0               | 0               | 0               |
| 11 | Ramon Morales       | Chivas de Guadalajara | 10.10.1975        | 2               | 0               | 0               | 0               | 0               |
| 17 | Francisco Fonseca   | CD Cruz Azul          | 02.10.1979        | 4               | 1               | 0               | 0               | 0               |
| 19 | Omar Bravo          | Chivas de Guadalajara | 04.03.1980        | 3               | 2               | 0               | 0               | 0               |
| 21 | Jesus Arellano      | CF Monterrey          | 08.04.1973        | 1               | 0               | 0               | 0               | 0               |
| Sélectionneur |                     |                       |                   |                 |                 |                 |                 |                 |
| | Ricardo La Volpe    |                       | 06.02.1952        |                 |                 |                 |                 |                 |
| Réserve Joueurs qui n'ont pas participé au stage d'entraînement mais qui pouvaient faire office de remplaçants jusqu'au 10 juin |                     |                       |                   |                 |                 |                 |                 |                 |
| Non communiquée |                     |                       |                   |                 |                 |                 |                 |                 |

## Compétition

### Buteurs
| Classement | Nom               | But(s) |
| 1          | Omar Bravo        | 2      |
| 2          | Zinha             | 1      |
| -          | Francisco Fonseca | 1      |
| -          | Rafael Márquez    | 1      |